# Râul Kalka
Kalka sau Kalcik (în rusă Кальчик, transliterat: Kalcik) este un afluent al râului Kalmius, care se varsă în Marea Azov. Cele două râuri se întâlnesc lângă orașul Mariupol.

## Istorie
Pe râul Kalka a avut loc în 1223, între mongoli și ruși, în care oastea mongolo-tătară, condusă de generalii Sübedei sau (Subotai) "Bahadur" și Gebei noion, a înfrânt oastea mixtă a cnezilor ruteni (Mstislav cel Viteaz al Haliciului, Mstislav III al Kievului etc.) și a cumanilor hanului Kotian (Kuten). Bătălia de la Kalka a intrat în istorie ca una dintre cele mai importante etape ale marii invazii mongole din Europa, care a culminat în 1241.